# Idioma hehe
Hehe es una lengua bantú hablada por los hehe de la Región de Iringa, en Tanzania, que se extiende al sur del Río Gran Ruaha. Se ha apuntado que tiene rasgos del ngoni y es cierto que presenta palabras que fueron introducidas cuando la zona fue conquistada por pueblos ngoni a comienzos del siglo XIX. No obstante, habiendo transcurrido 150 años, parece que muchas expresiones "ngoni" se han perdido, y el hehe se parece hoy más a las lenguas de los pueblos que los rodean.
El hehe tiene una similitud léxica del 65% con el bena, del 59% con el pangwa, del 50% con el lekinga y del 48% con el vwanji.
En 1977 se estimaba que había 190,000 hablantes de hehe, pero en 2006 esta cifra ascendía a 810.000 hablantes. Estos hablantes se reparten entre dos variedades dialectales: el Kosisamba (Kojisamba, Kotsisamba) y el Sungwa (Dzungwa, Tsungwa).
El hehe tiene 15 clases de nombres, similares a los géneros de las lenguas europeas. Estas clases aparecen marcadas con un prefijo.
Existe una traducción de la Biblia al hehe, y también se han publicado algunas gramáticas y un diccionario de esta lengua.